# Pivovar Louny (společnost)
Pivovar Louny je akciová společnost v likvidaci, která provozovala původní schwarzenberský pivovar Louny, který fungoval od roku 1892. V roce 2008 firmu koupil Heineken, v roce 2010 ukončil výrobu v pivovaru a přesunul ji do jiných provozů a od roku 2013 probíhá řízená likvidace společnosti Pivovar Louny s rozprodejem majetku včetně původního pivovaru, kde společnost prozatím provozuje svoje distribuční centrum.

## Historie
Pivovar Louny patřil do pivovarnické skupiny Pivovary Louny, s. p., která v průběhu let měnila svou formu:
- 1948-1949 Krušnohorské pivovary n.p.
- 1949-1952 Lounsko-ústecké pivovary n.p.
- 1953-1954 Ústecké pivovary n.p.
- 1954-1957 Lounsko-ústecké pivovary n.p.
- 1958-1959 Krušnohorské pivovary n.p.
- 1960-1989 Severočeské pivovary n.p.
- 1989-1990 Pivovary Louny s.p.

Společnost Pivovary Louny, s. p. provozovala kromě Pivovaru Louny ještě pivovary Děčín, Litoměřice, Ústí nad Labem-Krásné Březno, Velké Březno, Žatec a Most. Během privatizace byla skupina rozpuštěna na jednotlivé pivovary a tak vznikl i státní podnik Pivovar Louny, na který přešel veškerý majetek, práva a závazky v rozsahu určeném delimitačním protokolem ze dne 22. listopadu 1990 a jeho dodatky o vyčlenění ze státního podniku Pivovary Louny. Podnik vznikl 1. ledna 1991 Zakládací listinou ministerstva zemědělství České republiky ze dne 7. prosince 1990. 1. května 1992 založil Fond národního majetku České republiky, na který přešel majetek státního podniku Pivovar Louny, novou společnost Pivovar Louny, a. s., na kterou majetek převedl, a původní státní podnik tak 29. července 1992 zanikl.
V roce 2002 došlo ke spojení společnosti s nápojářskou skupinou Drinks Union a v roce 2006 přešlo sídlo společnosti z Loun do sídla společnosti Drinks Union v Ústí nad Labem. V roce 2008 firmu koupil včetně firmy Drinks Union Heineken, v roce 2010 ukončil výrobu v pivovaru a přesunul ji do jiných provozů Drinks Union. V roce 2012 bylo přesunuto sídlo společnosti do Krušovic do sídla českého Heinekenu a od srpna roku 2013 probíhá řízená likvidace společnosti Pivovar Louny s rozprodejem majetku včetně původního pivovaru, kde společnost prozatím provozuje svoje distribuční centrum.

### Likvidace
Likvidátorem společnosti byl určen finanční ředitel skupiny Heineiken Erik Jan G. Hamel. Jeho úkolem je rozprodej majetku, peníze se rozdělí mezi akcionáře, přičemž Heineken vlastní více než 98 procent akcií. Majetkem firmy jsou především nemovitosti, prodává se i bývalý provoz a současné distribuční centrum. V roce 2012 činila celková výše aktiv společnosti 40 milionů korun a ztráta 2,5 milionů korun.